# João Nílton dos Santos Souza
João Nílton dos Santos Souza (ur. 2 września 1943 w Amargosa) – brazylijski duchowny rzymskokatolicki, w latach 1988–2015 biskup Amargosa.

## Życiorys
Święcenia kapłańskie przyjął 30 grudnia 1969. 4 sierpnia 1986 został prekonizowany koadiutorem diecezji Bom Jesus da Lapa. Sakrę biskupią otrzymał 9 listopada 1986. 31 sierpnia 1988 został mianowany biskupem Amargosa. 10 czerwca 2015 zrezygnował z urzędu.